# 希呂茨山
46°57′18″N 9°46′29″E / 46.954933381°N 9.774823068°E

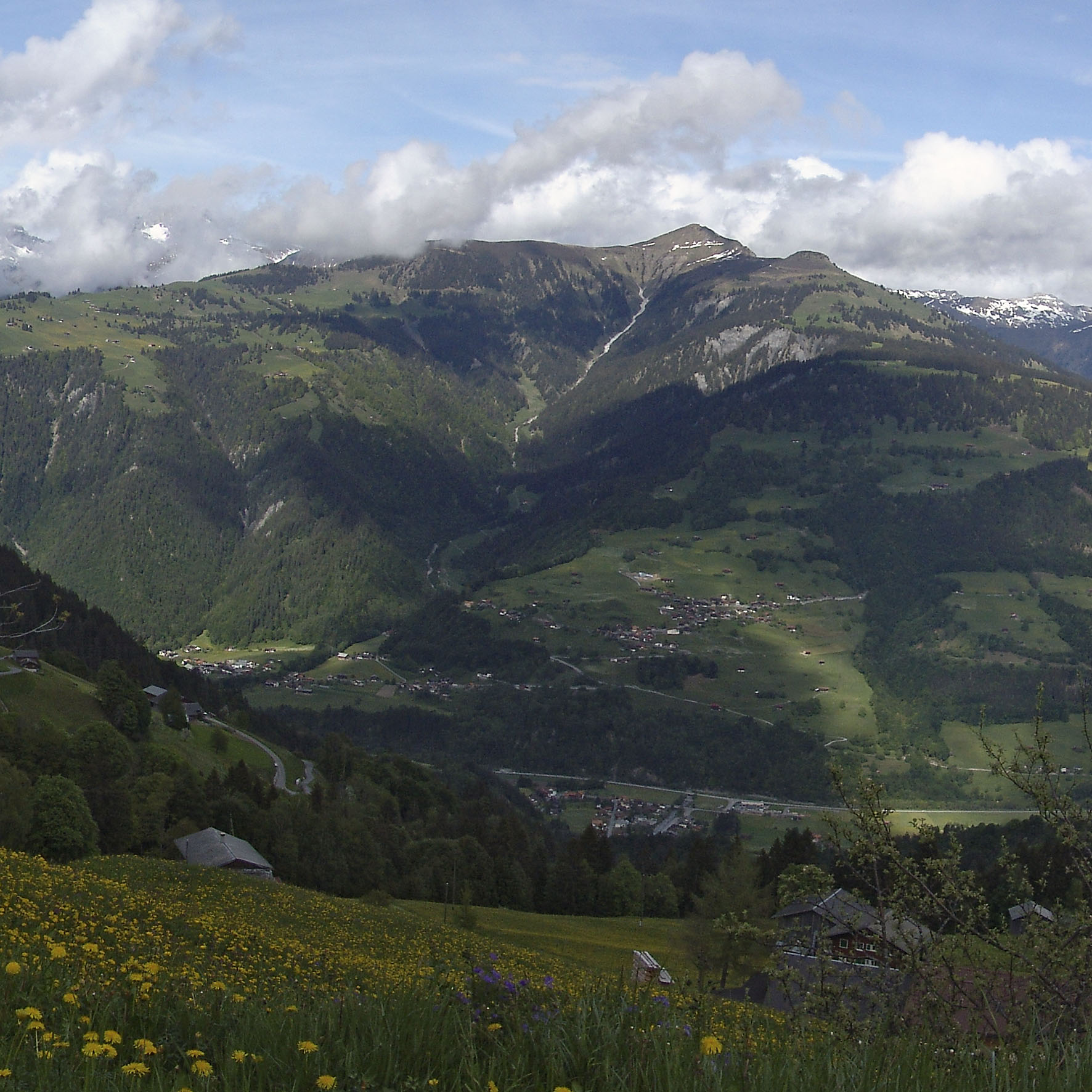

希呂茨山（Chrüz），是瑞士的山峰，位於該國東部，由格勞賓登州負責管轄，屬於雷蒂孔山的一部分，距離聖安特尼恩3.4公里，海拔高度2,195米。